# 25. pehotni polk (Avstro-Ogrska)
Za druge 25. polke glejte 25. polk.
25. pehotni polk je bil pehotni polk avstro-ogrske skupne vojske.

## Zgodovina
Polk je bil ustanovljen leta 1672. 

### Prva svetovna vojna
Polkovna narodnostna sestava leta 1914 je bila sledeča: 56% Madžarov, 41% Slovakov in 3% drugih. Naborni okraj polka je bil v Lučenecu (današnja Slovaška), pri čemer so bile polkovne enote garnizirane sledeče: Lučenec (štab, I., II. in III. bataljon) in Goražde (IV. bataljon).
Med prvo svetovno vojno se je polk bojeval tudi na soški fronti.
V sklopu t. i. Conradovih reform leta 1918 (od junija naprej) je bilo znižano število polkovnih bataljonov na 3.

## Organizacija
1918 (po reformi)
- 1. bataljon
- 2. bataljon
- 3. bataljon

## Poveljniki polka
- 1859: Ludwig Piret de Bihain[8]
- 1865: Alois Procop von Kunsti[9]
- 1879: Carl von Reichlin-Meldegg[10]
- 1908: Rudolf Braun[11]
- 1914: Ladislaus Horvath[1]